# Шарипов, Вахит Шарипович
Вахит Шарипович Шарипов (22.12.1915, совхоз имени 40-летия Казахстана, Егиндыбулакский район Карагандинской области — 18.2.1970, Алма-Ата) — советский ученый, доктор технических наук (1963), профессор (1965).

## Биография
Окончил Казахский горно-металлургический институт, 1940).
Участник Великой Отечественной войны.
В 1940 — 1942 годы — начальник шахты, смены Джезказганского горно-металлургического комбината, в 1946 — 1947 году — советник, начальник отдела в отделе Государственного планирования в Казахской ССР.
В 1947—1970 годы — младший, старший научный сотрудник, заведующий лабораторией Института горного дела Академии Наук СССР.
Основные научные труды Шарипова — по вопросам широкого применения самоходных машин и разработке месторождений, горным работам, теории механизации и автоматизации.
Автор 2 изобретений.
Лауреат Государственной премии СССР (1970).
Награжден орденами Отечественной войны 2 степени, Красной звезды и несколькими медалями.
Скончался 18 февраля 1970 года, похоронен на Центральном кладбище Алма-Аты.